# Västerås fögderi
Västerås fögderi avsåg den lokala skattemyndighetens verksamhetsområde i nuvarande Västerås, Surahammars och Hallstahammars kommuner mellan åren 1836 och 1991. Efter detta år omorganiserades skatteväsendet och fögderierna ersattes av en skattemyndighet för varje län - i detta fall den för Västmanlands län. År 2004 gick verksamheten upp i det nybildade Skatteverket.
Västerås fögderi föregicks av flera mindre fögderier, vilka sedermera hamnade under Fagersta, Köpings och Enköpings fögderier.
- Strömsholms fögderi (1720-1869)
- Västerås södra fögderi	(1720-1835)
- Bergslags fögderi (1835-1869)
  - Västerås norra fögderi (1720-1835)